# Josef Oehri (Politiker, 1918)

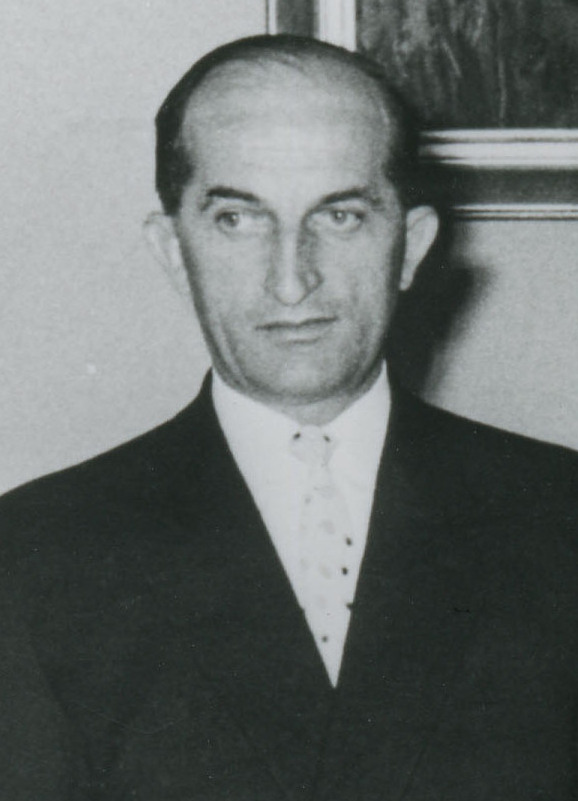
Josef Oehri (1965)

Josef Oehri (auch Öhri; * 25. August 1918 in Ruggell; † 10. November 1990 ebenda) war ein liechtensteinischer Politiker (FBP).

## Biografie

### Jugend und Beruf
Josef Oehri wurde 1918 als ältester Sohn von dem Politiker Josef Oehri und dessen Frau Emilie (geb. Büchel) geboren. Er wuchs mit zwei Brüdern und zwei Schwestern auf. Seine Eltern besassen in Ruggell einen landwirtschaftlichen Betrieb und ein kleines Lebensmittelgeschäft. Nach Beendigung der Schule musste er aufgrund der wirtschaftlichen Lage auf eine Lehre verzichten und im elterlichen landwirtschaftlichen Betrieb arbeiten. Anfang der 1940er Jahre baute er sein eigenes Haus mit einem Stall und einem kleinen Ladenlokal. Im September 1944 heiratete er, aus der Ehe gingen vier Töchter hervor, und führte zunächst seinen kleinen Landwirtschaftsbetrieb. Aus seinem Ladenlokal wurde im November 1945 ein Haushalts-, Landwirtschafts und Eisenwarengeschäft. 1957 eröffnete er einen weiteren Laden. 1974 spaltete er die Sparte Eisenwaren und Werkzeuge vom Haushaltsgeschäft ab. Während die Haushaltsabteilung nun unter dem Namen „Heimdekor Oehri“ weiterbetrieben wurden, wurden Eisenwaren und Werkzeuge jetzt von der „Oehri Eisenwaren AG“ übernommen. Diese entwickelte sich im Laufe der Jahre zu einem der führenden Lieferanten für Handwerker in der Region.
Oehri war heimatberechtigt in Ruggell.

### Politische Karriere
Oehri leitete mehrere Jahre die Ortsgruppe Ruggell der Fortschrittlichen Bürgerpartei. Von 1952 bis 1958 war er Mitglied des Verwaltungsrates der Liechtensteinischen Kraftwerke. Von 1954 bis 1963 gehörte er dem Ruggeller Gemeinderat an. 1957 erfolgte seine Wahl in den Landtag. Ein Jahr später wechselte er in die Regierung und gehörte dieser bis 1970 als Regierungsrat für das Ressort Bauwesen an. Während seiner Amtszeit wurden unter anderem die neuen Rheinbrücken Ruggell-Salez, Bendern-Haag und Balzers-Trübbach gebaut und das Landstrassennetz ausgebaut. Als 1970 die Vaterländische Union die Mehrheit erzielen konnte, schied Oehri aus der Regierung aus. Von 1974 bis 1978 fungierte er als Vizepräsident des AHV/IV/FAK-Verwaltungsrates. Ab 1978 widmete er sich wieder ausschliesslich seiner unternehmerischen Tätigkeit und wurde unter anderem Verwaltungsratspräsident der Firma Intervelo in Ruggell.